# Bijuwa
Bijuwa (nep. बिजुवा) – gaun wikas samiti w zachodniej części Nepalu w strefie Lumbini w dystrykcie Kapilvastu. Według nepalskiego spisu powszechnego z 2001 roku liczył on 699 gospodarstw domowych i 5086 mieszkańców (2446 kobiet i 2640 mężczyzn).